# Žilná vyvřelina

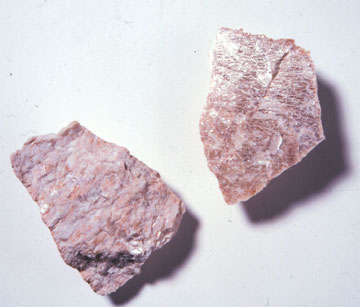
Draselný živec

Žilné vyvřeliny jsou poddruhem vyvřelých hornin, kam spadají také hlubinné vyvřeliny a výlevné vyvřeliny. Vznikají pod povrchem Země v trhlinách či puklinách, kde je omezena jejich krystalizace.

## Dělení

#### Neodštěpené žilné vyvřeliny
Mají stejné minerální složení jako hlubinné. Důležitou částí je jejich porfyrická struktura (větší vyrostlice živců v jemně zrnité základní hmotě, která zvláště kolem vyrostlic nabývá někdy až celistvého charakteru). U kyselých bývá nejčastěji načervenalá barva, u neutrálních a bazických bývá šedá či tmavošedá.
Např.: žulový porfyr, syenitový porfyr

#### Odštěpené žilné vyvřeliny
- Žilné křemeny – vznikly z hydrotermálních roztoků. Někdy se využívají se jako silniční štěrk podřadné jakosti; čisté křemeny se využívají pro keramický průmysl.
- Vyvřeliny odštěpené ze žulového magmatu – převážně ze světlých materiálů, draselných živců a křemene. Využití ve sklářském průmyslu, keramickém průmyslu ad.

Např.: aplit, pegmatit
- Vyvřeliny odštěpené z syenitového, dioritového, případně gabrového magmatu – vznikají z tmavých odštěpených hornin, složené převážně z tmavých minerálů.

Např.: mineta